# I tidens rififi
I tidens rififi är ett studioalbum av proggruppen Blå Tåget, utgivet 2004 på MNW.

## Låtlista
1. "Hösten, fru Ramona" - 3:13
2. "Så säg" - 3:32
3. "Tyck synd" - 2:59
4. "Molly ringde upp" - 3:10
5. "Till sjunde himlen" - 3:10
6. "Dag och natt" - 3:05
7. "Landet" - 7:26
8. "Lisa Papier-maché" - 3:19
9. "I det nya riket" - 2:46
10. "En postmodernistisk intrig" - 5:48
11. "Kvinnorna i Blackeberg" - 2:37
12. "Till Yvonne" - 2:57
13. "Frågan löd" - 3:54
14. "Håll undan, blackebergare" - 2:45
15. "Eftersänt" - 2:56
16. "December" - 4:24
17. "Lustfärden" - 2:22
18. "I sommarnatten" - 2:52

## Medverkande musiker
- Kjell Westling - sträng- och blåsinstrument, dragspel
- Leif Nylén - trummor
- Mats G Bengtsson - klaviatur
- Tore Berger - sång, klarinett
- Torkel Rasmusson - sång, munspel
- Urban Yman - bas, fiol, sång

### Fotnoter
1. ↑  ”I tidens rififi”. Progg.se. Arkiverad från originalet den 17 februari 2012. https://web.archive.org/web/20120217041701/http://www.progg.se/band.asp?ID=12&skiva=1467. Läst 7 februari 2012.